# Isolina Ferré
Sor Isolina Ferré Aguayo (Ponce, Puerto Rico, 5 de septiembre del 1914- Ponce, 3 de agosto de 2000) fue una religiosa católica puertorriqueña, dedicada a las obras asistenciales en Estados Unidos y Puerto Rico. Fue hermana del gobernador Luis A. Ferré.
Realizó sus estudios primarios y secundarios en el Colegio Sagrado Corazón en Ponce, graduándose en el año de 1931. Se crio en el seno de una familia profundamente cristiana y a la vez, de grandes recursos económicos (los Ferré eran propietarios de numerosas empresas, incluyendo Porto Rico Iron Works), pero escogió dedicarse a una vida religiosa y en 1935, se unió a las Siervas de Misioneras de la Santísima Trinidad, donde su trabajo se concentró en las comunidades marginadas y pandillas de jóvenes de la ciudad de Nueva York.   
En 1957, obtiene un Bachillerato en Artes del St. Joseph's College for Women en Brooklyn, Nueva York, y en 1961, una Maestría en Artes (Sociología) en la Universidad de Fordham en Nueva York.  Perteneció a la Facultad del Colegio Blessed Trinity en Filadelfia, Pensilvania en el período comprendido entre los años 1959 al 1962. 
Entre sus muchas encomiendas de trabajo cabe destacar su labor como miembro del Comité Contra la Pobreza, nombrada en el 1963 por el alcalde de Nueva York, John Lindsay, cargo que ocupó hasta el año 1968. 
En el 1968, regresa a Puerto Rico donde realizó una misión religiosa y social desde el sector La Playa de Ponce donde fundó, utilizando recursos y donaciones (mayormente de su familia), el Centros Sor Isolina Ferré para servir a jóvenes y familias de escasos recursos en el sector La Playa de Ponce. Luego fundó el Centro de Orientación Sor Isolina Ferré en el 1969 y en 1988, fundó otro centro parecido al de la Playa de Ponce en el Barrio Caimito en Río Piedras, Puerto Rico.

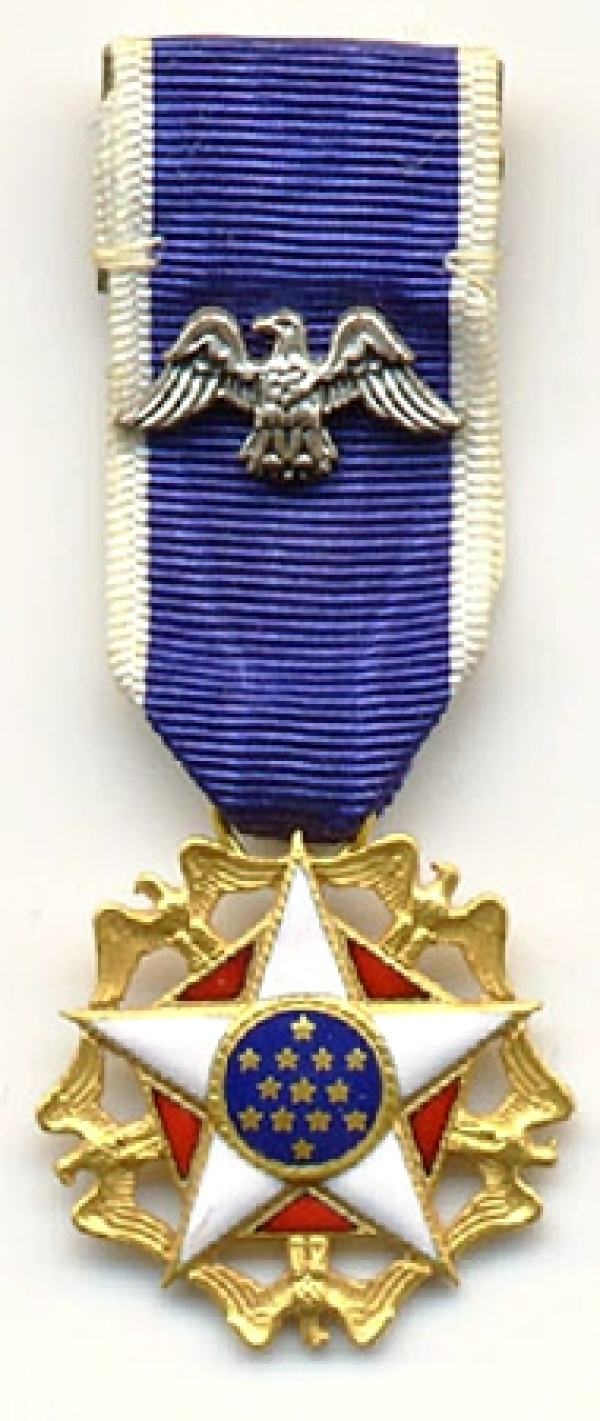
Medalla Presidencial de la Libertad

Su labor de caridad fue reconocida por muchas organizaciones internacionales y países, y el 11 de agosto de 1999, el presidente de los Estados Unidos Bill Clinton le otorgó la Medalla Presidencial de la Libertad. Otros reconocimientos, entre los recibidos son:
- Rockefeller Public Service Award (1980)
- Medalla Luis Muñoz Marín (2003)
- International Peace Award de la Fundación Milton Eisenhower (1992)

- Un total de 87 premios prestigiosos a través del mundo

- Doctorado honoris causa de 17 distintas universidades de Estados Unidos y Puerto Rico

Luego de su muerte, la familia Ferré-Rangel ha sido activa en los centros Sor Isolina Ferre, participando en actividades, donando recursos y sirviendo en su Junta de Directores.